# ولز (نوادا)
ولز، نوادا (انگلیسی: Wells, Nevada) در نوادای ایالات متحده آمریکا واقع است.